# Concepcion (Iloilo)
Concepcion ist eine philippinische Stadtgemeinde in der Provinz Iloilo. Sie hat 43.159 Einwohner (Zensus 1. August 2015). Im Norden von Concepcion liegt die Insel Pan de Azucar, auf der sich der 606 Meter hohe Mount Manaphaga erhebt und eine markante Landmarke bildet. Weitere Inseln die zum Verwaltungsgebiet der Gemeinde gehören sind Tago-, Sombrero-, Agho-, Bocot-, Bag-o Isi-, Malangabang, Igbon- und Botlog Island.

## Baranggays
Concepcion ist politisch in 25 Baranggays unterteilt.
| - Aglosong - Agnaga - Bacjawan Norte - Bacjawan Sur - Bagongon - Batiti - Botlog - Calamigan - Dungon - Igbon - Jamul-awon - Lo-ong - Macalbang | - Macatunao - Malangabang - Maliogliog - Nińo - Nipa - Plandico - Poblacion - Polopińa - Salvacion - Talotu-an - Tambaliza - Tamis-ac |